# Деккер, Фемке
Фемке Деккер (нидерл. Femke Dekker, род. 11 июля 1979) — голландская спортсменка, гребчиха, призёр чемпионата и кубка мира по академической гребле. Олимпийская чемпионка Летних Олимпийских игр 2008 года.

## Биография
Фемке Паулина Деккер родилась 11 июля 1979 года в городе Лейдердорп, провинция Южная Голландия. Профессиональную карьеру гребца начала с 1995 года. Состоит и тренируется в клубе «Die Leythe LR&ZV», Лейдердорп.
Первым международным соревнованием на котором Деккер приняла участие был — чемпионат мира по академической гребле 1995 года среди юниоров в Познани (1995 WORLD ROWING JUNIOR CHAMPIONSHIPS). В составе двойки парной с результатом 07:24.920 она заняла третье место, уступив первенство соперницам из Австрии (07:22.460 — 2е место) и Германии (07:19.690 — 1е место).
Сборную Нидерландов по академической гребле на Летних Олимпийских играх 2008 года в Пекине Деккер представляла в дисциплине — восьмёрки с рулевым. В финальном заплыве её команда с результатом 6:07.22 заняла второе место, обогнав команду из Румынии (6:07.25 — 3е место), но уступив золотую награду соперницам из США (6:05.34 — 1е место).
Сразу две награды заработала Деккер на чемпионате мира по академической гребле 2009 года, что проходил в польском городе Познань. Золотую медаль принеcла гонка четверок, в которой она вместе с Шанталь Ахтерберг, Нинке Кингма и Карлин Боу обогнали соперниц из США и Канады. Бронза была заработана в соревновании восьмёрок, в котором голландская команда с результатом 6:07.43 уступила соперницам из Румынии и США.
На чемпионате мира по академической гребле 2010 года в Карапиро голландская четвёрка не считалась фаворитом заплыва. Со старта команда Деккер шла третей, но сумела обогнать соперников из Австралии и США и добыть золотую медаль соревнования.